# الکسان
الکسان (به فرانسوی: Alixan) یک کمون در فرانسه است که در Canton of Bourg-de-Péage واقع شده‌است.

## خصوصیات
الکسان ۲۸٫۲۸ کیلومترمربع مساحت و ۲٬۳۱۸ نفر جمعیت دارد.